# Реактор S9G
Реактор S9G (англ. S9G Reactor)— это военно-морской реактор, используемый ВМС США для выработки электроэнергии и движения на подводных лодках класса «Вирджиния» (Virginia). Обозначение S9G означает:
- S, Платформа подводной лодки
- 9. Ядро девятого поколения, разработанное подрядчиком.
- G, Компания General Electric была проектировщиком по контракту.

## Устройство
Этот ядерный водо-водяной реактор, разработанный лабораторией Knolls Atomic Power Laboratory, тогда находившейся под управлением General Electric, рассчитан на повышенную плотность энергии и новые компоненты установки. Устройство отличается новой конструкцией парогенератора, отличающейся улучшенной коррозионной стойкостью и увеличенным жизненным циклом. Парогенератор уменьшает проблемы коррозии, возникающие в существующих конструкциях парогенераторов, одновременно уменьшая размер и вес компонентов и обеспечивая большую гибкость в общей компоновке по сравнению с реактором S6G. 
Реактор рассчитан на работу в течение 33 лет без перегрузок и позволяет подводной лодке класса «Los Angeles» перемещаться со скоростью 25 узлов в подводном положении. 
По оценкам, реактор должен вырабатывать 210 мегаватт с помощью насосно-реактивной двигательной установки мощностью 30 МВт, построенной компанией BAE Systems. Установка была разработана для Королевского флота Великобритании. Была принята на использование в подводных лодках класса «Trafalgar» и «Astute». 